# BMW Concept XM
La BMW Concept XM est un concept-car de SUV hybride rechargeable de luxe, du département sportif Motorsport du constructeur automobile allemand BMW. Il préfigure la BMW XM de 2022.

## Présentation
Le Concept XM est présenté le 30 novembre 2021 au salon Art Basel 2021 de Miami Beach. Il préfigure un modèle de série produit à Spartanburg, aux États-Unis, à la fin de l’année 2022.
Le constructeur automobile allemand BMW a signé un accord avec le constructeur français Citroën afin de pouvoir utiliser le nom « XM » pour son concept, celui-ci étant la propriété de Citroën qui l'a utilisé pour la XM produite de 1989 à 2000.

## Caractéristiques techniques

### Motorisation
La BMW Concept XM est dotée d'un moteur V8 essence hybride rechargeable d'une puissance de 750 ch et 1 000 Nm de couple, ce qui en fait la BMW la plus puissante de l'histoire du constructeur bavarois. En revanche, le modèle de série devra se contenter, dans un premier temps, d'un bloc hybride rechargeable composé d'un V8 essence 4.4 et d'un moteur électrique qui développent 653 ch et 800 Nm.